# Ucea
Ucea is een Roemeense gemeente in het district Brașov.
Ucea telt 2216 inwoners.